# Classification Brian Deer
La classification Brian Deer ou Brian Deer Classification, aussi désignée par l'accronyme BDC, est un système de classification utilisé pour organiser les documents dans les bibliothèques possédant des collections autochtones. Elle a été créée dans les années 1970 par le bibliothécaire mohawk Alec Brian Deer (en).
La particularité de ce système de classification réside dans sa nature flexible. Contrairement aux systèmes plus largement en usage, comme les classification Dewey ou de la Bibliothèque du Congrès, la classification Brian Deer ne dispose pas d'une structure rigide par discipline et se développe plutôt en fonction des besoins spécifiques de la collection ou bibliothèque où elle est mise en usage.
Une version du système de classification Brian Deer est actuellement en usage dans certaines bibliothèques de Colombie-Britannique, ainsi que par un petit nombre de bibliothèques des Premières Nations ailleurs au Canada, dont l'Institut culturel cri Aanischaaukamikw d'Oujé-Bougoumou, au Québec.

## Genèse
Le système de classification Brian Deer est conçu par le bibliothécaire mohawk Brian Deer entre 1974 et 1976:138, alors qu'il travaille à la bibliothèque de l'Assemblée des Premières Nations (APN).
Chargé de cataloguer les documents détenus par l'APN, Deer est confronté à l'incompatibilité entre les systèmes existants et les visions autochtones du monde et du savoir,:138, notamment en ce qui concerne la rigidité de la catégorisation:2. Ces systèmes sont également peu adaptés pour décrire les réalités autochtones, auxquelles ils réfèrent à l'aide d'une terminologie héritée de recherches anthropologiques menées par des Européens sur les peuples autochtones au XIXe siècle. Plutôt que de tenter d'adapter la classification décimale de Dewey ou le système de la Bibliothèque du Congrès aux besoins de l'organisation, Deer met en place un nouveau système de classification des documents qui n'est pas centré sur la division disciplinaire:112.
Ayant achevé son travail auprès de l'APN avant la fin de son contrat, Deer travaille ensuite à la bibliothèque de l’Union des chefs autochtones de la Colombie-Britannique (en). Sans le reproduire à l'identique, il se base sur le système développé à l'APN afin de créer une nouvelle structure de classification adaptée aux besoins de la bibliothèque.
Deer s'installe ensuite à Kahnawake, où il occupe un emploi au centre culturel, puis au bureau de la nation mohawk. Il y développe d'autres itérations de son système de classification,:17-18.
De cette manière, Deer conçoit un système distinct pour les matériaux de chaque collection en fonction des préoccupations locales. La plupart des versions du système actuellement en usage sont dérivées de la classification mise en place par le bibliothécaire à l'Assemblée des Premières Nations ou à l'Union des chefs autochtones de la Colombie-Britannique:18.

## Implantation dans les bibliothèques
L'usage du système de classification Brian Deer n'est pas très répandu, malgré le consensus autour de son emploi dans l'organisation des collections autochtones au détriment des systèmes d'organisation classiques:18. Cela s'explique possiblement par le fait que la classification Brian Deer n'a jamais été pensée pour devenir une solution universelle à large diffusion:19, puisque Deer cherchait plutôt à répondre aux problèmes spécifiques rencontrés par la bibliothèque de l'APN. Le système a néanmoins fourni une base permettant aux bibliothèques et collections spécialisées de mettre en place leurs propres systèmes de classification et connaît un certain rayonnement en Colombie-Britannique.
En 2021, diverses variantes de la classification Brian Deer étaient en usage dans un petit nombre de bibliothèques au Canada.

### Colombie-Britannique
Entre 1978 et 1980, les bibliothécaires Gene Joseph et Keltie McCall adaptent le système mis en place par Deer à la bibliothèque de l'Union des chefs autochtones de Colombie-Britannique. Cette version du système est appelée « Brian Deer classification for British Colombia » et connue sous l'accronyme BDC-BC. Une version révisée a été publiée par la bibliothèque en 2014,.
Entre 1996 et 1998, Joseph adapte le BDC-BC pour la collection autochtone de la bibliothèque X̱wi7x̱wa (en) de l'Université de la Colombie-Britannique:19 avec l'aide de la bibliothécaire Ann Doyle:112. En 2015, les 15 000 documents de la bibliothèque X̱wi7x̱wa étaient intégrés au réseau de prêt, bien qu'ils soient répertoriés selon un système de classification différent du reste de la collection détenue par l'université.
En 2020, la bibliothèque du conseil de bande Carrier Sekani, situé à Prince George, en Colombie-Britannique, a délaissé la classification décimale Dewey au profit d'une version de la classification Deer. La collection documentaire a ainsi bonifié sa classification afin d'inclure des sujets spécifiques, tels que la crise des femmes autochtones disparues et assassinées.
La classification Deer est le système en usage au sein de l'Indigenous Curriculum Ressource Centre (ICRC) de la bibliothèque de l'Université Simon Fraser (USF). Le centre, dont le développement s'est échelonné entre 2020 et 2023 à la suite d'une recommandation du rapport du Conseil de la réconciliation autochtone de l'université, a pour mission de décoloniser le curriculum et de répertorier et diffuser des ressources pédagogiques autochtones.
En 2023, la bibliothèque de l'Université Polytechnique Kwantlen (UPK) à Surrey adopte le système Brian Deer pour la classification de sa collection autochtone χʷəχʷéy̓əm. Cette version est une adaptation du système en usage à l'USF. Puisque la collection est exclusivement composée de documents créés par des personnes autochtones, le système Brian Deer de l'UPK est pensé de sorte à ce qu'une grande partie de la collection reproduise une relationnalité spatiale entre les membres de différentes nations : les communautés sont organisées selon leur proximité géographique les unes par rapport aux autres.

### Ontario
Le centre de ressources de la Maison des Premières Nations de l'Université de Toronto utilise une version modifiée du système de classification Brian Deer pour répertorier ses collections.

### Québec
L'Institut culturel cri Aanischaaukamikw (ICCA) d'Oujé-Bougoumou a adapté le système Brian Deer pour ses collections dès son ouverture en novembre 2011,. La bibliothèque de l'ICCA compte des documents sur plusieurs supports (livres imprimés, livres audio, documents audiovisuel, films, microfilms, méthodes de langue, revues scientifiques), conservées dans trois collections (collection destinée à l'emprunt, collection de référence et livres rares).
L'adoption du système par l'ICCA a nécessité une modification substantielle de la classification Deer en usage à la bibliothèque de l'Union des chefs autochtones de la Colombie-Britannique. En effet, alors que le public de l'institution britano-colombienne est composé à majeure partie d'universitaires, l'ICCA dessert une démographique plus variée, composée autant d'universitaires que d'enfants d'âge scolaire. Le système a également été adapté pour refléter certaines spécificités des pensionnats autochtones au Québec par rapport à ceux de Colombie-Britannique. 

## Fonctionnement du système
À l'instar des systèmes comme la classification décimale de Dewey, la classification Brian Deer caractérise les œuvres en répondant à quatre questions : « quoi ? », « qui ? », « où ? » et « quand ? ». Les documents sont d'abord décrits en fonction de leur sujet général, puis de leur format, des lieux ou des personnes desquels ils traitent, et enfin la date de leur création. La cote se termine par un numéro de volume lorsque cette information est applicable:285,.
Les cotes sont alphanumériques. Elles sont composées d'une classe, représentée par deux ou trois lettres, suivie d'une ou deux séries de lettres et chiffres, puis de l'année de publication. Or contrairement au système de la bibliothèque du Congrès, la hiérarchie entre les classes n'est pas fixe : une catégorie désignée par trois lettres ne sera pas nécessairement plus spécifique ou pointue qu'une catégorie désignée par deux lettres ou par une seule lettre.
Par exemple, dans la classification Deer en usage à l'ICCA, l'ouvrage Waswanipi Realities and Adaptations: Resource Management and Cognitive Structure Pt. 2, écrit par Harvey Feit et publié en 1984, porte la cote NRB QCH FEI 1984 2, qui se décompose comme suit:285 :
- NRB : Gestion durable du territoire
  - QCH : Communauté crie de Waswanipi
    - FEI : Nom de famille de l'auteur (Feit)
      - 1984 : Année de publication
        - 2 : 2e volume.

Les lettres ne sont pas attribuées à une classe de manière rigide. La cote N est utilisée pour les documents traitant de la nature et de l'écologie dans le système de l'Institut Aanischaaukamikw d'Oujé-Bougoumou, et la sous-cote NA renvoie à l'astronomie ; toutefois, dans la classification en usage à la bibliothèque X̱wi7x̱wa, la cote N répertorie les ouvrages portant sur les ressources naturelles et l'environnement, tandis que la sous-cote NA renvoie aux pipelines ; dans la collection χʷəχʷé y̓əm, les documents classés sous N traiteront plutôt des rôles et relations interpersonelles et la sous-cote NA y est inutilisée.
La classification Brian Deer permet de contourner certains problèmes inhérents aux systèmes plus largement en usage. Les termes utilisés pour faire référence aux Premières Nations au sein de ceux-ci sont jugés désuets par des bibliothécaires et archivistes autochtones et non-autochtones. De plus, la terminologie favorisée par les systèmes Dewey et de la Bibliothèque du Congrès est fréquemment inexacte et réduit la découvrabilité des documents:551, puisqu'elle diffère de celle employée par les peuples autochtones pour se désigner eux-mêmes. Le système Brian Deer pallie ce problème par sa malléabilité, ce qui permet aux institutions qui le mettent en place de favoriser des méthodes d'autodésignation,.
Par ailleurs, les catégories pouvant accueillir les ouvrages portant sur les peuples autochtones dans les systèmes traditionnels sont généralement limitées. Cela peut entraîner un classement trop générique:284 ou erroné,:155, attribuer des cotes inutilement longues et complexes:551 ou encore classer toute une collection sous la même cote:571.
Alors que la classification de la Bibliothèque du Congrès classe les Premières Nations par ordre alphabétique, la classification Brian Deer veut généralement que les nations autochtones figurent par proximité géographique, permettant ainsi de mieux représenter les liens et relations entre ces dernières. De cette façon, un document traitant de la nation innue portant la cote CBCA serait classé à proximité d'un document portant la cote CBCJ et traitant de la nation crie, puisque ces nations occupent des territoires voisins.
La comparaison de deux itérations différentes du système (tel qu'en usage à l'Institut Aanischaaukamikw à gauche, et à la bibliothèque X̱wi7x̱wa à droite) permettent d'apprécier sa flexibilité :
| Lettre initiale de la cote | Signification dans le système de l'ICCA                | Signification dans le système de la bibliothèque X̱wi7x̱wa |
| -------------------------- | ------------------------------------------------------ | -------------------------------------------------------- |
| A                          | Ouvrages de référence                                  | Ouvrages de référence                                    |
| B                          |                                                        | Histoire – Colombie-Britannique                          |
| C                          | Histoire et culture – Amérique du Nord                 | Histoire – Premières Nations et Amérique du Nord         |
| D                          | Histoire et culture – International                    | Histoire – Reste du monde                                |
| E                          | Éducation                                              | Éducation                                                |
| F                          | Économie et systèmes financiers                        | Développement économique                                 |
| G                          | Gouvernance, autodétermination autochtone et politique | Logement et développement communautaire                  |
| H                          | Anthropologie                                          | Droit criminel/Droit traditionnel                        |
| I                          | Archéologie                                            |                                                          |
| J                          | Système judiciaire                                     | Constitution (Canada) et Premières Nations               |
| K                          |                                                        | Autodétermination                                        |
| L                          | Droit et législation                                   |                                                          |
| M                          | Droits et titres                                       | Droits et titres                                         |
| N                          | Nature et écologie                                     | Ressources naturelles et environnement                   |
| O                          |                                                        |                                                          |
| P                          | Communautés et information                             | Ressources communautaires                                |
| Q                          |                                                        |                                                          |
| R                          | Rôles et relations                                     |                                                          |
| S                          | Santé                                                  | Santé                                                    |
| T                          | Langues et langages                                    | Visions du monde – Général                               |
| U                          |                                                        |                                                          |
| V                          | Visions du monde                                       |                                                          |
| W                          | Patrimoine matériel et tangible                        | Beaux Arts – Général                                     |
| X                          |                                                        | Langues et langages                                      |
| Y                          | Patrimoine immatériel et littérature                   | Littérature                                              |
| Z                          |                                                        |                                                          |

Le système n'est pas pensé pour fournir une description complète de tous les sujets d'intérêt pour les peuples autochtones d'Amérique du Nord ; de plus, la portée de son utilisation est limitée, étant destinée aux petites bibliothèques spécialisées.
Les cotes courtes et faciles à retenir sont privilégiées dans le but de faciliter l’utilisation du système par les employés de bibliothèque et l'accès aux collections autochtones par les usagers.

### Inconvénients
En dépit de sa simplicité, l'un des inconvénients potentiels du système réside dans l'absence de directives claires pour son application, ce qui offre une certaine flexibilité mais peut également entraîner des incohérences entre les catalogues de bibliothèque. En outre, puisqu'un nombre très limité de bibliothèques utilisent la classification Brian Deer et que les exemples pouvant servir d’études de cas sont peu nombreux, la mise en œuvre du système et sa mise à jour peuvent s’avérer un défi pour les bibliothèques disposant de ressources limitées à consacrer au catalogage,:18, ce qui est fréquemment le cas des bibliothèques autochtones,.